# 信資通
信資通 (英語：Credit Data Smart) 是香港的一個有關個人信貸評級和信貸資料報告的平台。
在香港，信貸提供者提供個人信貸資料服務的選擇。
當香港市民向銀行或金融機構提出貸款、按揭或其他信貸產品或服務（如信用卡）的申請時，銀行或放債人，一般會向香港的個人信貸資料服務機構（「信貸資料服務機構」）索取關於該消費者的信貸報告。在信資通推出前，一般由環聯信貸公司提供香港人的信貸評級及信貸資料。信資通旨在打破由環聯信貸公司壟斷香港信貸資料服務的局面。
信資通是由香港銀行公會（HKAB）、香港有限制牌照銀行及接受存款公司公會（ DTCA ）及香港持牌放債人公會（ LMLA ），並且獲得香港金融管理局（HKMA）的支持，推動下的一個通用信貸資料平台，取代以往使用環聯信貸(TransUnion)作為唯一提供信貸資料服務。
信資通是在2024年4月26日通出，並在2024年11月24日全面由環聯信貸過渡至信資通平台。